# Угандійська кухня
Угандійська кухня - набір кулінарних традицій та рецептів, характерних для держави Уганда.

## Традиції та особливості

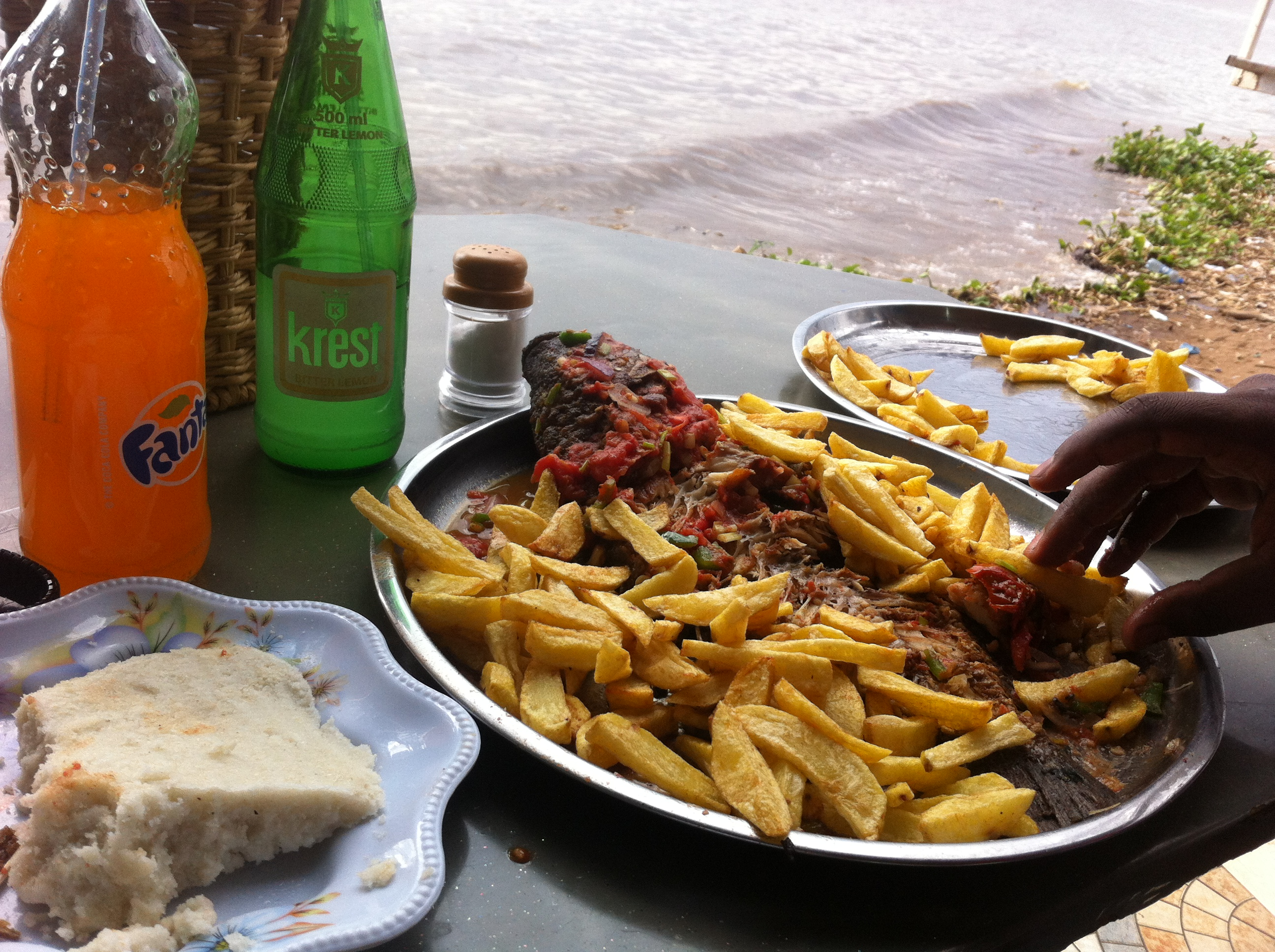
Угандійська кухня

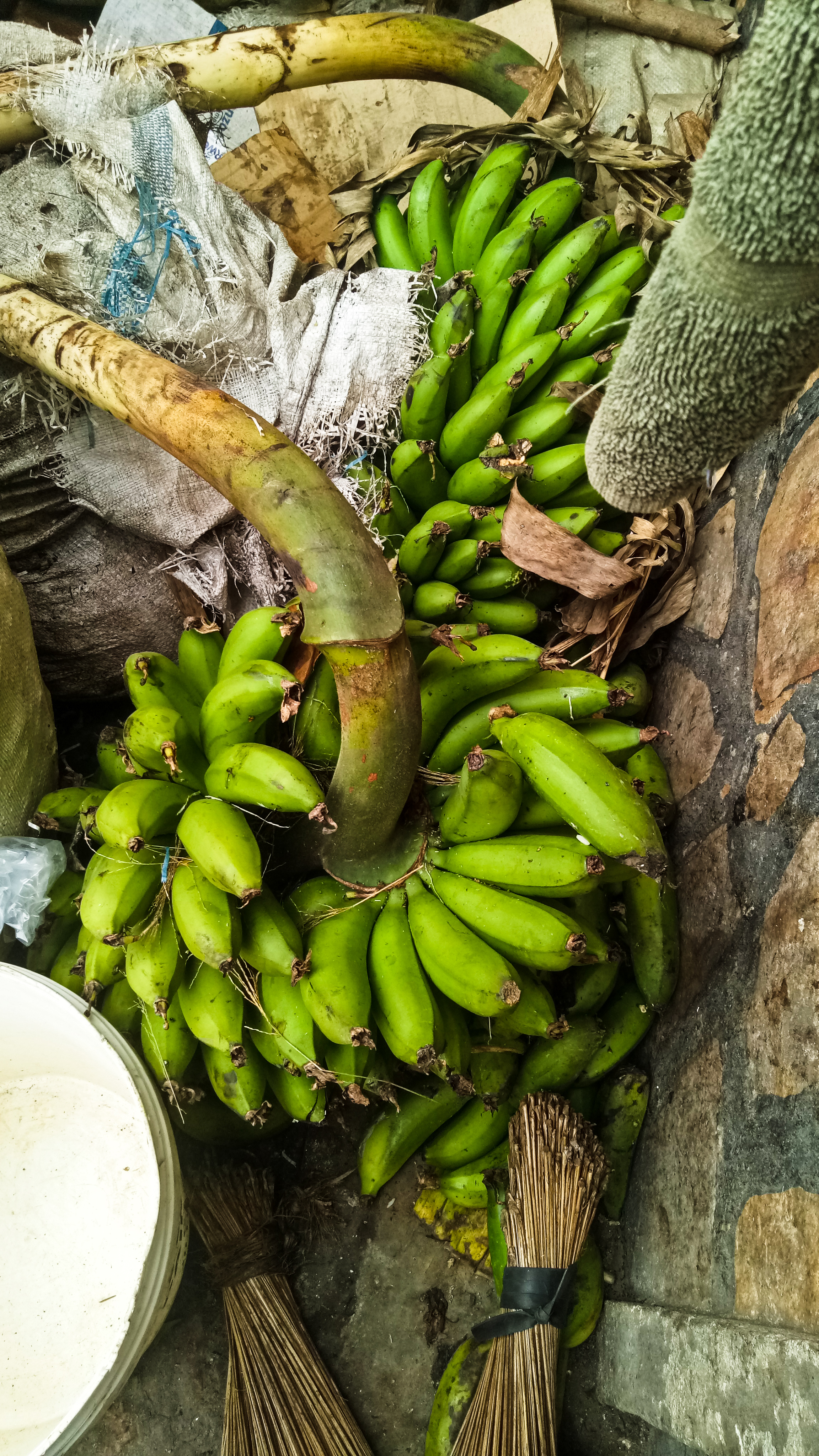
Плантан

На угандійську кухню вплинули англійські, арабські та азійські, особливо індійські, кулінарні традиції. Багато племен Уганди мають свої особливі страви та делікатеси. Більшість з них включають в себе різні овочі, картопля, ямс, банани та інші тропічні фрукти. З м'яса вживаються курка, свинину, яловичину, козлятину та баранину, хоча серед бідних верств населення в сільській місцевості більш поширене вживання м'яса диких тварин.
Основою багатьох страв Уганди кухні є крохмалисті каші, наприклад, Угалі, або пюре з приготованих на пару зелених бананів, до яких подається підлива або рагу з м'яса, арахіса чи бобів. Вживання картоплі та рису поширене серед більш заможних верств населення. Також для кухні Уганди характерно вживання маніоки та африканського батата, риби, як свіжої, так і сушеної, і прийшла з азійської кухні коржів чапаті.
В Уганді вирощується безліч листових овочів, які використовуються в кулінарії як добавка до рагу або в якості гарнірів. Фрукти вживаються у вигляді закусок та десертів, а також при приготуванні страв.

## Типові страви
- Угалі
- Катого
- Смажений арахіс